# Ici (Nathalie Sarraute)
Pour les articles homonymes, voir Ici.
Ici est un roman français de Nathalie Sarraute, publié en 1995, alors que l’autrice est âgée de plus de 90 ans.